# 北海道道1170号トマムインター線
北海道道1170号トマムインター線（ほっかいどうどう1170ごう トマムインターせん）は、北海道勇払郡占冠村内を結ぶ一般道道である。

## 概要
北海道道136号夕張新得線とトマムICの料金所を結ぶ短距離路線である。

### 路線データ
- 起点：北海道勇払郡占冠村上トマム（北海道道136号夕張新得線交点）
- 終点：北海道勇払郡占冠村上トマム（道東自動車道 トマムIC）
- 延長：0.1 km

## 歴史
- 2005年（平成17年）2月1日 - 路線認定[1]。
- 2007年（平成19年）10月21日 - 供用開始。

## 地理

### 通過する自治体
- 上川総合振興局
  - 占冠村

### 交差する道路
占冠村
- 北海道道136号夕張新得線 - 上トマム（起点）
- 道東自動車道 トマムIC - 上トマム（終点）